# Viridomaros (Gésate)
Pour les articles homonymes, voir Viridomaros.
Viridomaros, ou Britomaros, ou Britomartus, ou Virdumarus, ou encore Vertomarus, était le chef des Gésates et des Insubres qui fut vaincu par Claudius Marcellus en 222 av. J.-C.. 
Selon Properce, il prétendait descendre du dieu Rhenos, le Rhin divinisé.

## Biographie
Viridomaros était le chef des Gaulois Gésates, qui avaient franchi les Alpes et soulevé les Insubres de la plaine du Pô (Gaule cisalpine, sur le territoire de l'actuelle Lombardie).
En 222 av. J.-C., son armée, pourtant supérieure en nombre, est battue par le général et consul romain Marcellus lors de la bataille de Clastidium, au cours de laquelle il est tué par le général romain lui-même. 
Les Romains prennent ensuite Milan, capitale des Insubres, et réduisent la Gaule cisalpine en province romaine.
Marcellus fut le troisième et dernier Romain à recevoir l'honneur des dépouilles opimes, l'événement étant  enregistré dans les fastes capitolins et raconté par l'abrégé de Tite Live et Plutarque. Ce dernier décrit en détail l'épisode et raconte comment les Gésates passèrent les Alpes et soulevèrent les Insubres de la plaine du Pô, Viridomaros ravageant les campagnes à la tête de dix mille hommes. 
Marcellus les rencontra à Clastidium (aujourd'hui Casteggio, dans l'actuelle province de Pavie), et au cours du combat, il tua de ses propres mains Viridomaros et consacra sur le champ ses dépouilles à Jupiter Férétrien. La bataille tourna ensuite à l'avantage des Romains.
Toujours d'après le récit de Plutarque, Viridomaros avait reconnu Marcellus à sa tunique de pourpre et il le provoqua en combat singulier. Marcellus releva le défi, réussit à faire tomber le roi gaulois de son cheval et l'acheva de sa lance.
Après cette victoire, Marcellus put aider le reste des armées romaines devant Milan.
Le récit des dépouilles opimes, c'est-à-dire prise par le chef des armées romaines lorsqu'il tue de lui-même le chef des armées ennemies, a fortement marqué la littérature romaine et assuré le maintien du souvenir de Viridomaros.